# Weingut Markgraf von Baden
Das Weingut Markgraf von Baden keltert seine Weine im Weinkeller der ehemaligen Reichsabtei Salem, heute Schloss Salem, und in der Burg Staufenberg in Durbach. Es gehört dem Verband Deutscher Prädikatsweingüter (VDP) an.

## Kellerei-Standorte

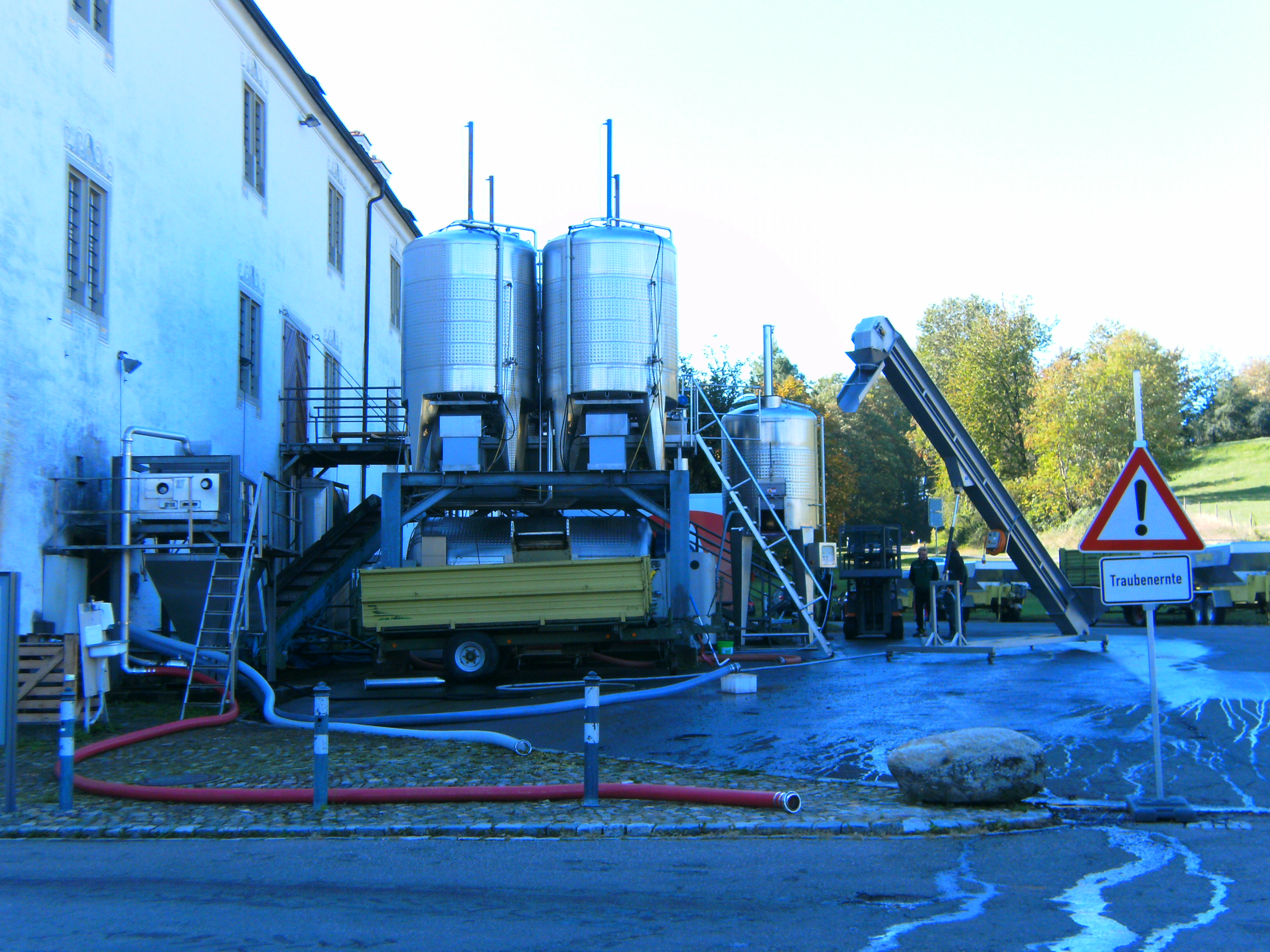
Weingut Markgraf von Baden, Schloss Salem: Verarbeitung der Weintrauben. Erwärmung der Maische durch mobile Heizzentrale.

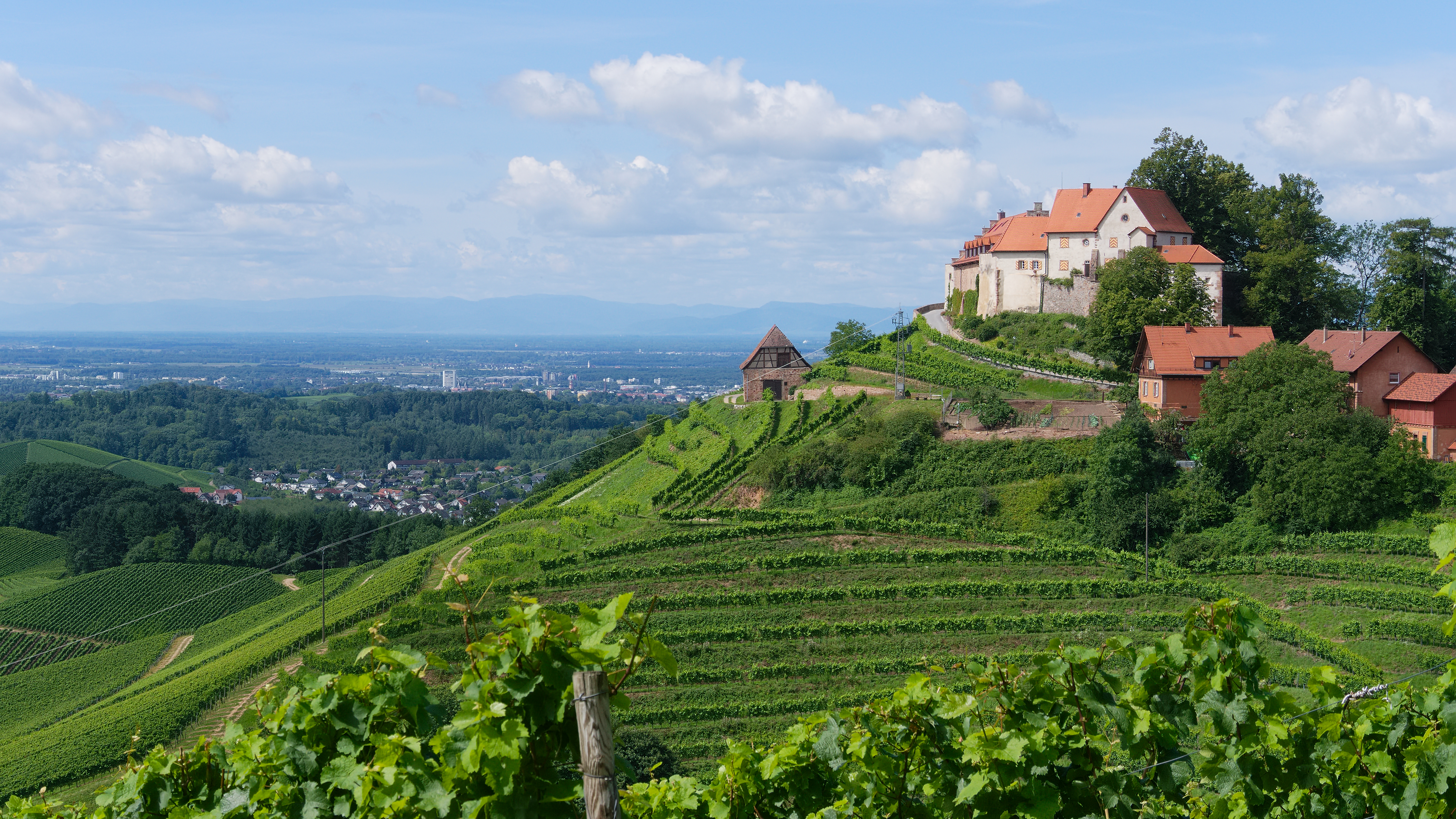
Weingut Schloss Staufenberg

In Schloss Salem befindet sich die Kellerei für die Bodenseeweine und der Sitz des Weinguts Markgraf von Baden. Dort werden badische Weine vom Bodensee und vom Hochrhein gekeltert, gelagert und verkauft. In Schloss Staufenberg befindet sich die Kellerei für die Weine aus Durbach in der Ortenau (Lage). Der Zugang zu Kellerei und Verkauf in Salem ist von der L200a aus durch den Torbogen zu der Nordseite im Innenhof des Schlosses möglich.

## Anbaufläche, Weinlagen und Rebsorten
Das Weingut bewirtschaftet am Bodensee 100 Hektar und in der Ortenau 25 Hektar Rebfläche. Als großen Lagen in der Einstufung des VDP werden bewirtschaftet: Durbacher Schlossberg, Bermatinger Leopoldsberg, Gailinger Schloss Rheinburg und Meersburger Chorherrnhalde. Die Weine werden in Durbach, Birnau Gailingen, Meersburg, Schloss Kirchberg bei Immenstaad und Bermatingen angebaut. Als Rebsorten werden Riesling (4 %), die Burgundersorten (54 %), Weißburgunder, Grauburgunder, Spätburgunder, sowie Müller-Thurgau (21 %), Chardonnay und Sauvignon Blanc angebaut. Der in Durbach angebaute Riesling heißt Klingelberger.

## Exkurs: Markgräflich Badisches Weinhaus
Seit 1. September 2017 gibt es das Markgräflich Badische Weinhaus. Es ist eine Vertriebs- und Marketingkooperation in Form eines Joint Ventures mit den Rotkäppchen-Mumm Sektkellereien. Das Markgräflich Badische Weinhaus vermarktet Weine aus der Region Baden und keine VdP-Weine.

## Filme
- Weingut Markgraf von Baden bei Youtube